# Macrobrachium manningi
Macrobrachium manningi is een garnalensoort uit de familie van de Palaemonidae. De wetenschappelijke naam van de soort is voor het eerst geldig gepubliceerd in 2007 door Pereira & Lasso.